# Porphyrie érythropoïétique congénitale
 (janvier 2010).
Si vous disposez d'ouvrages ou d'articles de référence ou si vous connaissez des sites web de qualité traitant du thème abordé ici, merci de compléter l'article en donnant les références utiles à sa vérifiabilité et en les liant à la section « Notes et références ».
 Mise en garde médicale
La porphyrie érythropoïétique congénitale (PEC) ou maladie de Günther est une forme rare et complexe de porphyrie. C'est une maladie génétique de transmission autosomique récessive. Elle est due à un déficit en uroporphyrinogène III synthase (UROS), une enzyme jouant un rôle dans la synthèse de l’hème.

## Description
La porphyrie érythropoïétique congénitale est une maladie sanguine très complexe et très rare, cette affection étant uniquement héréditaire. Le photodermatie est un symptôme de grande souffrance.

## Symptômes

### Photodermatose
La photodermatose consiste en une hypersensibilité à la lumière. Si un malade reçoit une trop grande quantité de rayons lumineux, et s'il fait particulièrement très chaud, il pourrait avoir à faire face à de sérieux problèmes de peau comme des éruptions cutanées, des cloques, des brûlures ou des ampoules. La peau, ayant beaucoup de difficulté à se régénérer, laisse des cicatrices le plus souvent permanentes. Il est donc conseillé aux patients de vivre dans la plus grande obscurité ou éviter les pays trop chauds où le Soleil serait une arme redoutable. Si une partie très importante du corps a été exposée trop longtemps au soleil, ce dernier nécroserait les cellules du patient très rapidement, ce qui causerait son décès par brûlure au 3e degré.

### Troubles neuropsychiatriques
La porphyrie érythropoïétique congénitale apporte, dans quelques cas, des troubles neuropsychiatriques fréquents se présentant sous forme de violence, irritabilité, nervosité, impulsivité, lunatisme, agressivité et la plupart du temps des insomnies.

### Érichrodontie
Les dents poussent et se déforment, on appelle cette déformation, ou ce phénomène, l'érichrodontie[réf. souhaitée] ou érythrodontie quand elles prennent une coloration rougeâtre. Il a été démontré par les médecins et spécialistes que la denture des patients était en permanente déformation, certaines dents resteront telles qu'elles sont, mais d'autres auront tendance à se déformer ou à continuer de « pousser » ; fréquemment ce sont les deux incisives extérieures et les canines du haut comme du bas qui posent le plus de problèmes. La plupart du temps ces dents sont remplacées ou régulièrement sciées[réf. souhaitée].
Il a été également souligné la couleur rouge brunâtre, cette couleur est due à la porphyrine qui se « promène » dans le corps après l'explosion des cellules. Elles viennent se coller sur certaines parties du corps tels que la racine des dents, les gencives, les ongles et les lèvres. L'urine est également rouge.

### Douleurs abdominales
Les malades endurent, dans la majorité des cas, des douleurs abdominales insupportables dues principalement à la dilatation de leur rate, des crises. Ces crises peuvent être également causées par certains aliments comme l'alcool, fines herbes, ail ou par des médicaments, leur rythme est divers.

### Autres symptômes
Une croissance anormale de la pilosité, des ongles et des cheveux a été également remarquée.

## Traitements
Il n'existe pas de réel traitement contre la porphyrie érythropoïétique congénitale, toutefois il existe des moyens pour en réduire les symptômes ou éviter aux patients certains désagréments.

### Éviter les facteurs déclencheurs
Les médecins conseillent aux patients d'éviter une trop forte exposition à la lumière du soleil, l'alcool, les moyens de contraception, les anti-douleurs ainsi que certains aliments (oignons, échalote, ails, fines herbes, etc.). Ce qui peut être conseillé est le bêta-carotène, une protection solaire (crème écran total), une protection contre les traumatismes cutanés et la cholestyramine (médicament qui permet de d’absorber la porphyrine).

### Administration de glucose ou de médicaments apparentés à l'hème
Selon les spécialistes des maladies sanguines, on pourrait administrer du glucose, ou des médicaments apparentés à la molécule d'hème, afin atténuer les symptômes de cette maladie. 

### Phlébotomie
Dans le cas de la porphyrie érythropoïétique congénitale, on retire environ 1,5 voire 2 litres de sang par semaine/quinzaine à la personne atteinte de la maladie, et on compense le tout par une transfusion sanguine. Cette action réduit le taux de porphyrine dans le sang. 

### La splénectomie
La splénectomie étant l'ablation de la rate, elle permettrait de réduire l’hémolyse et de diminuer les besoins en transfusions. Il en va de même pour la greffe de moelle osseuse.

## Personnages ayant été atteints de la porphyrie
Parmi les personnages les plus célèbres atteintes on note : 
Comte Vladislas Dracula, Roi de Prusse, Jean Jacques Rousseau, Marie reine d’Écosse, Frédéric le Grand de Prusse, Georges III et Georges IV d’Angleterre (...).[réf. nécessaire].
Pour le moment aucun traitement concret ni guérison complète n'est à envisager, les recherches sont toujours en cours.